# ひびきともえ
ひびきともえは、文化放送で2009年10月6日から2010年3月23日まで放送されていたラジオ番組である。パーソナリティは、小林優介（響）、長友光弘（響）と福田萌。

## 概要
- 番組は響（小林優介、長友光弘）と福田萌のトーク、リスナーからのメールで構成されている。

## 放送時間
- 毎週火曜日 21時 - 21時30分（文化放送）

- 2010年1月1日には、「ひびきともえとゆってぃチャン」として、11時30分 - 13時まで放送された。HBCラジオでも2010年1月2日16時 - 17時(JST)に短縮版が遅れネットされた。

## ネット局
- 文化放送（火曜 21時 - 21時30分）
- IBC岩手放送（日曜 21時 - 21時30分）
- 山形放送（日曜 21時 - 21時30分）
- 山梨放送（日曜 16時30分 - 17時）
- 北日本放送（日曜 21時 - 21時30分）
- 山陽放送（日曜 21時 - 21時30分）
- 高知放送（土曜 20時30分 - 21時）